# ساخالین انرژی
ساخالین انرژی (انگلیسی: Sakhalin Energy) شرکت نفت و گاز روسی است، که در سال ۱۹۹۴ توسط شرکت گازپروم تأسیس شد.